# Richtungsquantelung

Quantisierung des Drehimpulses entlang der Quantisierungsachse. Die Kegel (und die Ebene) zeigen die möglichen Orientierungen (Winkel) des Drehimpulsvektors relativ zur Achse für und.

Richtungsquantelung oder Richtungsquantisierung ist die Tatsache, dass der Winkel {\displaystyle \theta _{m}} zwischen dem Drehimpulsvektor eines quantenmechanischen Systems und einer beliebig gewählten Richtung nur bestimmte, diskrete Werte annehmen kann.
Die Zustände mit wohldefiniertem Winkel zwischen dem Drehimpuls und einer ausgezeichneten Achse, der Quantisierungsachse, werden auch als an der Achse ausgerichtet bezeichnet.
Betroffen sind u. a.
- Spin und Bahndrehimpuls freier Teilchen und
- ausnahmslos alle freien Atome, Moleküle etc. in ihren Energieeigenzuständen.

## Mathematische Beschreibung
Bei einem Gesamtdrehimpuls {\displaystyle {\vec {J}}}, dessen Betrag gegeben ist mit {\displaystyle {\sqrt {J(J+1)}}\,\hbar }, kann die Drehimpulskomponente längs der gewählten Richtung nur Werte {\displaystyle m_{j}\,\hbar } annehmen.
Darin ist
- {\displaystyle J=0,\,{\frac {1}{2}},\,1,\,{\frac {3}{2}},\,\ldots } die halb- oder ganzzahlige Gesamtdrehimpuls-Quantenzahl
- {\displaystyle \hbar } die reduzierte Planck-Konstante
- {\displaystyle m_{j}=-J,\,-(J-1),\,\ldots ,\,(J-1),\,J} die Richtungsquantenzahl des Gesamtdrehimpulses.

Die möglichen Winkel {\displaystyle \theta _{m}} ergeben sich aus:
{\displaystyle \cos \theta _{m}={\frac {m_{j}}{\sqrt {J(J+1)}}}},
wobei stets gilt:
{\displaystyle |m_{j}|<{\sqrt {J(J+1)}}\quad \Rightarrow \quad |\cos \theta _{m}|<1\,}.
Sie liegen symmetrisch zu 90°. Weil dabei 0° und 180° ausgeschlossen sind, wird stattdessen oft der Drehimpuls in den beiden Zuständen mit maximaler Komponente ({\displaystyle m_{j}{\mathord {=}}\pm J}) als parallel bzw. antiparallel zur Achse bezeichnet.
Die zur Achse senkrechte Komponente des Drehimpulses ist in ausgerichteten Zuständen in ihrer Richtung nicht weiter festgelegt, vielmehr sind alle Richtungen (senkrecht zur Achse) gleich wahrscheinlich. Jedoch lassen sich aus den {\displaystyle 2J+1} ausgerichteten Zuständen durch quantenmechanische Superposition sämtliche Zustände bilden, die das System bei gleichem inneren Zustand überhaupt annehmen kann. So lässt sich z. B. auch ein Zustand, der an einer beliebigen anderen (auch schräg liegenden) Richtung ausgerichtet ist, immer als eine Superposition der Zustände darstellen, die an der ursprünglich gewählten Achse ausgerichtet sind.

## Geschichte
Die Richtungsquantelung wurde 1916 im Rahmen des Bohr-Sommerfeldschen Atommodells theoretisch vorhergesagt. Sie erlaubt die quantenphysikalische Deutung der Aufspaltung der Energieniveaus im Magnetfeld, wie sie beim Zeeman-Effekt beobachtet wird. Direkt beobachtet wurde die Richtungsquantelung zuerst 1922 durch magnetische Ablenkung von Silberatomen mit verschieden orientierten Drehimpulsen im Stern-Gerlach-Experiment.
In beiden Fällen entsprechen die Quantenzahlen {\displaystyle m} verschiedenen Energieniveaus im Magnetfeld, woher sich auch der Name magnetische Quantenzahl und die Wahl des Buchstabens {\displaystyle m} ableitet.